# しろまるひめ
しろまるひめは、兵庫県姫路市のイメージキャラクター。姫路市制120周年、姫路城築城400周年、姫路港開港50周年を記念して姫路市が一般公募した1,598点の中から選ばれた。デザインは市内在住の会社員で、姫路城がモデルとなっている。市内の施設での活動や、市内外の行事などに出演している。

## 概要
誕生日は4月6日（城の日）、特技は歌とされている。

## 歴史
- 2012年（平成24年）4月6日 - 特別住民票が交付された[1]。
- 2013年 - 「兵庫県内キャラクター総選挙」で1113票を獲得し1位に選ばれた[2]。

## PRソング
- 城見てしろまるひめ唄う
- ぐるっと姫路
- まんまるもちもち しろまるひめ

## その他
- しろまるひめ特別住民票の配布
- 原付デザインナンバープレート[3] - 2011年（平成23年）9月から原付のナンバープレートにしろまるひめをデザインした物を配布していたが、男性や中高年層から「バイクに合わない」などの指摘があり、2012年（平成24年）11月15日以降は通常のナンバープレートかオリジナルデザインの選択制になった[4]。
- 書写山ロープウェイのゴンドラの1台はしろまるひめのラッピングを施している。